# Kościół Najświętszego Serca Pana Jezusa w Kamiennej
Kościół Najświętszego Serca Pana Jezusa w Kamiennej – zabytkowy kościół we wsi Kamienna, wpisany do rejestru zabytków nieruchomych województwa dolnośląskiego jako:
 kaplica pw. Najświętszego Serca Pana Jezusa, 1822.
Kościół filialny  parafii w Idzikowie, barokowy, zbudowany w 1792, przebudowany w 1822, kryty dachem dwuspadowym z sygnaturką zwieńczoną hełmem.